# Josep Perarnau i Espelt
Joseph Perarnau i Espelt (Avinyó, 8 luglio 1928) è un religioso, teologo e storico spagnolo.
Studiò teologia all'Università Pontificia di Salamanca, all'Università di Roma e all'Università Ludwig Maximilian di Monaco. Fu ordinato sacerdote a Barcellona. Quando fu fondata la Facoltà di Teologia della Catalogna, fu nominato direttore del seminario di teologia (ruolo che gli ha permesso di effettuare le sue ricerche storiche). È membro dell'Istituto degli Studi Catalani, di cui è stato nominato membro numerario nel 1990.
Perarnau i Espelt ha un profondo interesse nella storia del Medioevo, come rivela il suo studio dei manoscritti medievali, specialmente quelli di autori catalani. Nel suo ruolo di direttore dell'Arxiu de textos catalans antics (ATCA) (Archivio di Testi Catalani Antichi) dell'Istituto di Studi Catalani ha fatto importanti ricerche su opere inedite di autori medievali quali Ramon Llull e Arnau de Vilanova.
Ha raccolto tutte le falsificazioni che l'Inquisitore del XIV secolo Nicolau Eimeric utilizzò per decretare l'esistenza di più di cento eresie nei testi di Ramon Llull.
Nel 1993 Perarnau i Espelt ha ricevuto il Premio della Critica Serra d'Or per la Letteratura e il Saggio, nel 1996 il Premio Nazionale del Patrimonio Culturale e nel 1998 la Medaglia Narcís Monturiol. Questi due ultimi riconoscimenti gli furono concessi dalla Generalitat de Catalunya (governo regionale della Catalogna). Il 28 aprile 2009 ha ricevuto la laurea honoris causa dall'Università di Barcellona.